# Сунжа (приток Терека)

Бассейн Терека

Су́нжа (осет. Сунжæ, ингуш. Шолжа, чечен. Соьлжа хи, кум. Сююнч-сув) — река в восточной части Северного Кавказа, правый приток Терека.
Длина — 278 км, площадь бассейна — 12 000 км². Исток — на северном склоне Большого Кавказского хребта на высоте 1200 м. Средняя мутность 3800 г/м³: за год река выносит 12,2 млн тонн наносов. Средний расход воды — 82,9 м³/с. Уклон реки — 1,2 м/км.

## Этимология
Название реки не может быть объяснено из осетинского языка, предлагалась также версия от тюркского сюйинчи — «беглая, радостная». Но убедительная этимология так и не выявлена.

## Течение
Сунжа берёт начало из ледников на горном массиве Ушкорт, откуда, прорезав Учхутские горные кряжи, входит в ущелье между горами Сугулты и Сунжи-корт. Далее течет на север по территории Северной Осетии на расстояние 37 км. У села Экажево Сунжа выходит несколькими потоками и течёт на расстоянии 12 км до Карабулака. Здесь река делает изгиб на восток и течет до Закан-Юрта в Чеченской Республике, а оттуда через 85 км впадает в Терек.

## Режим
Вода в Сунже всегда бывает в значительном количестве. После сильных и продолжительных дождей уровень может подняться на 4 метра. Половодье в реке бывает в апреле-мае, когда тают зимние снега и выпадает много дождей.
Река в XIX—XX веках замерзала практически вся, за исключением быстрых участков. Были примеры, когда русские войска переправлялись через Сунжу по льду с артиллерией и тяжестями, но в последние десятилетия река не замерзает из-за смягчения климата на Кавказе.

## Хозяйственная деятельность
В XIX веке чеченцы по берегам Сунжи рубили лес и весной при половодье сплавляли его для продажи в Кизляр.
Водами Сунжи пользовались и пользуются в настоящее время для полива полей, рыболовства.

## Притоки
- Левые притоки: Нефтянка.
- Правые притоки: Асса, Валерик, Гехи, Мартан, Гойта, Аргун, Джалка, Белка.

## Населённые пункты на Сунже
На Сунже расположены:
- города — Магас, Назрань, Сунжа, Карабулак, Грозный, Гудермес, Серноводское.
- сельские населённые пункты — Комгарон, Сунжа, Экажево, Барсуки, Плиево, Троицкая, Давыденко, Самашки, Закан-Юрт, Хамби-Ирзи, Кулары, Алхан-Кала, Алхан-Юрт, Петропавловская, Ильиновская, Брагуны.

## В филателии
- В 1965 году был выпущен художественный маркированный конверт «Грозный. Набережная реки Сунжи»[10].
- В 1972 году был выпущен новый художественный маркированный конверт с тем же названием и почти тем же изображением[11].
- В 1974 году вышел ещё один конверт с изображением набережной Сунжи в Грозном: «Грозный. Гостиница „Чайка“».

## В литературе
Тверской купец Афанасий Никитин в своих путевых записях «Хожение за три моря», рассказывающих о его путешествии в Индию в 1468—1474 годах, пишет: «А от Быстрой реки день ходу до реки Сунши, а через реку Суншу брод. От Сунши ходу день до Меншого Аксая, а Меншеи Аксаи речка невелика».

## Галерея

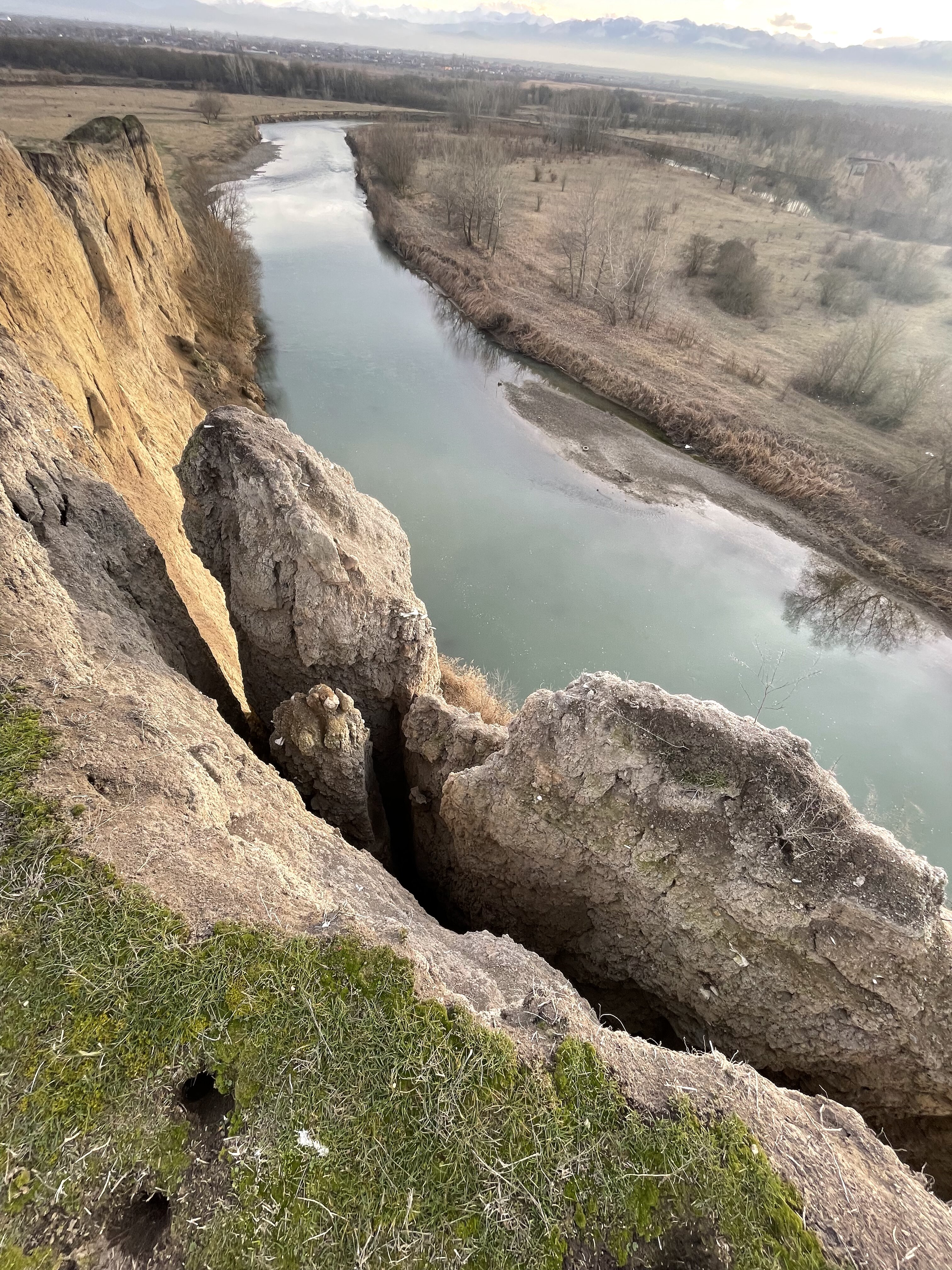
Сунжа близ Кулары.
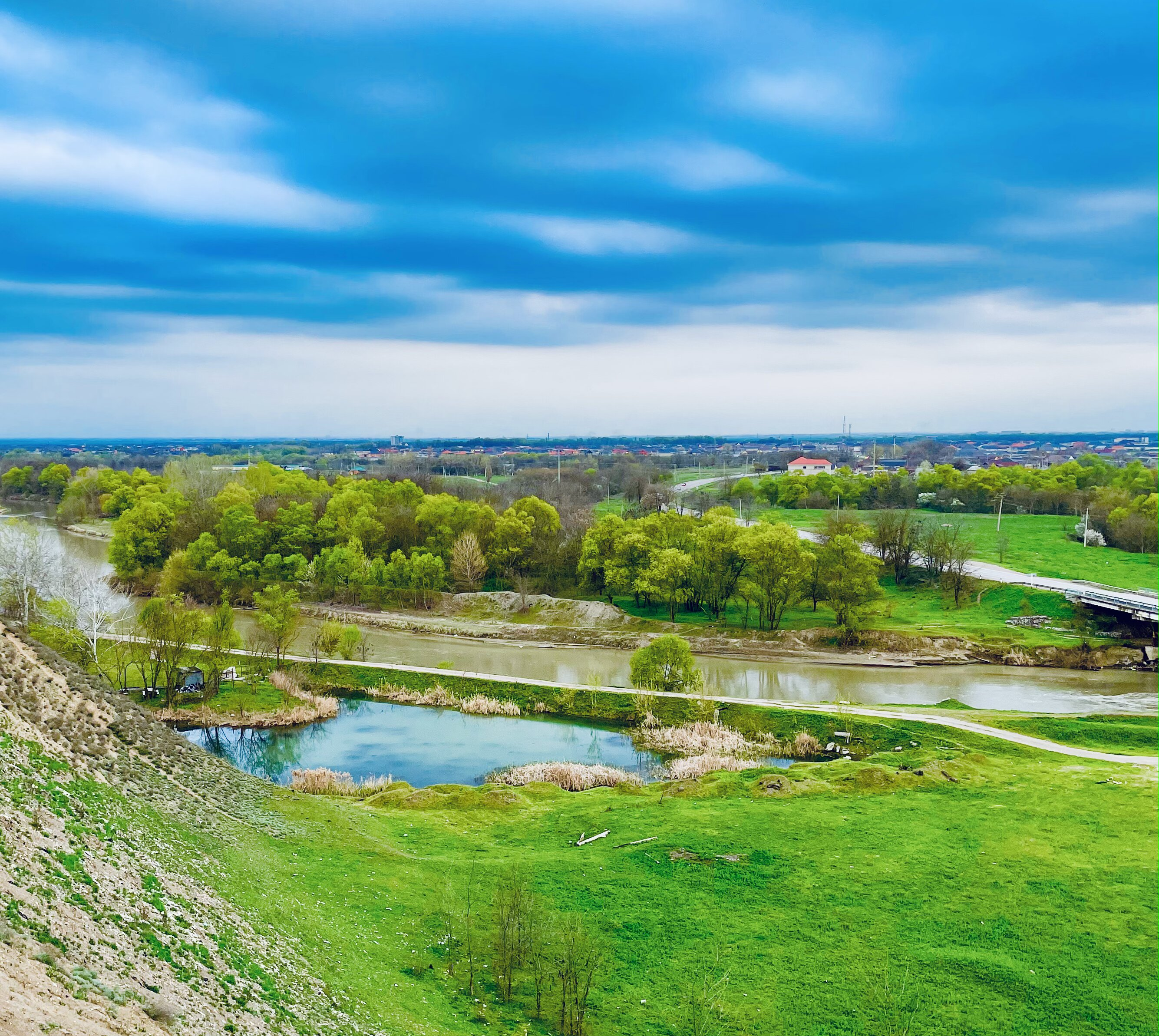
Сунжа у с. Алхан-Калы.
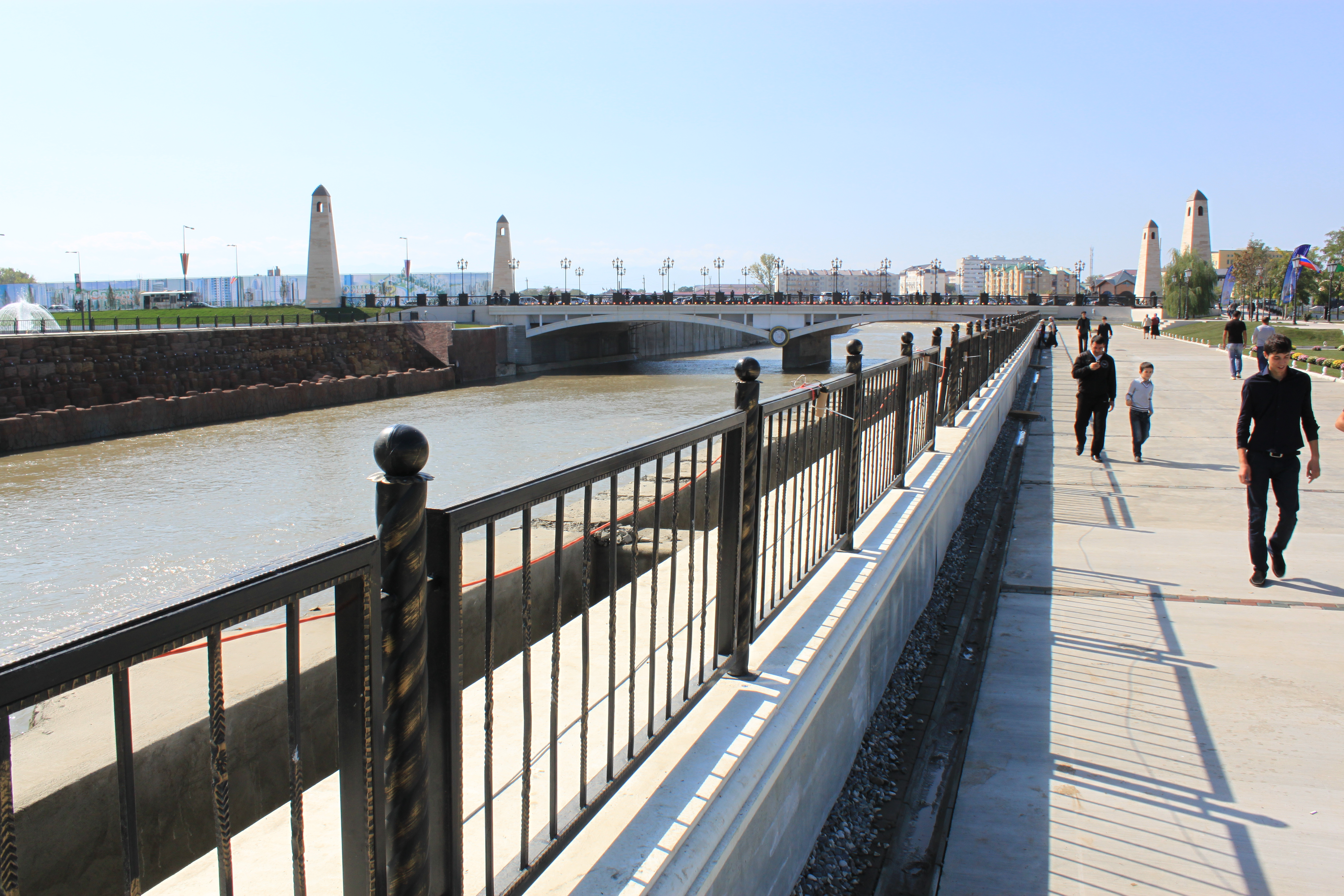
Сунжа в Грозном.
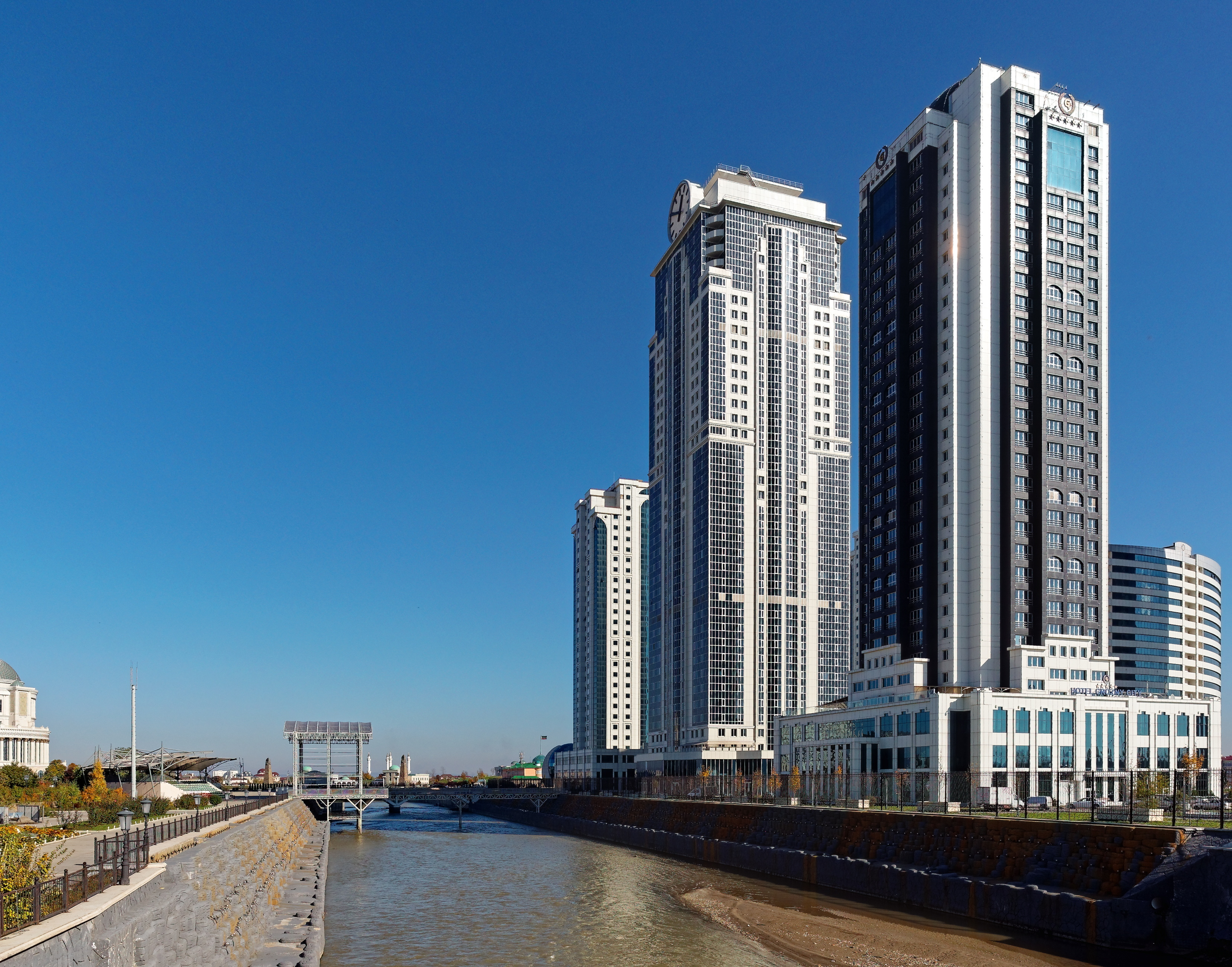
Сунжа в центре Грозного
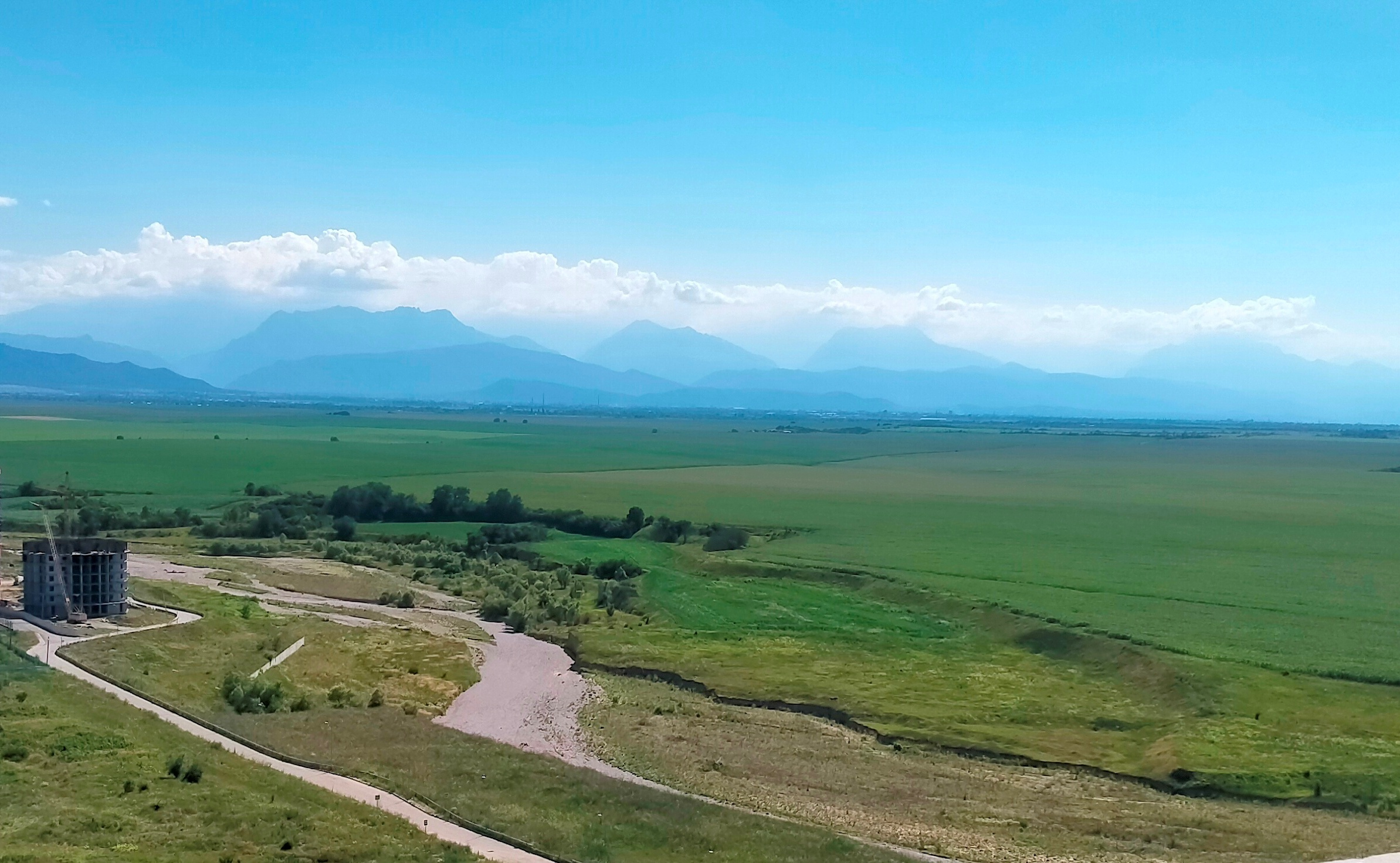
Сунжа в Магасе.
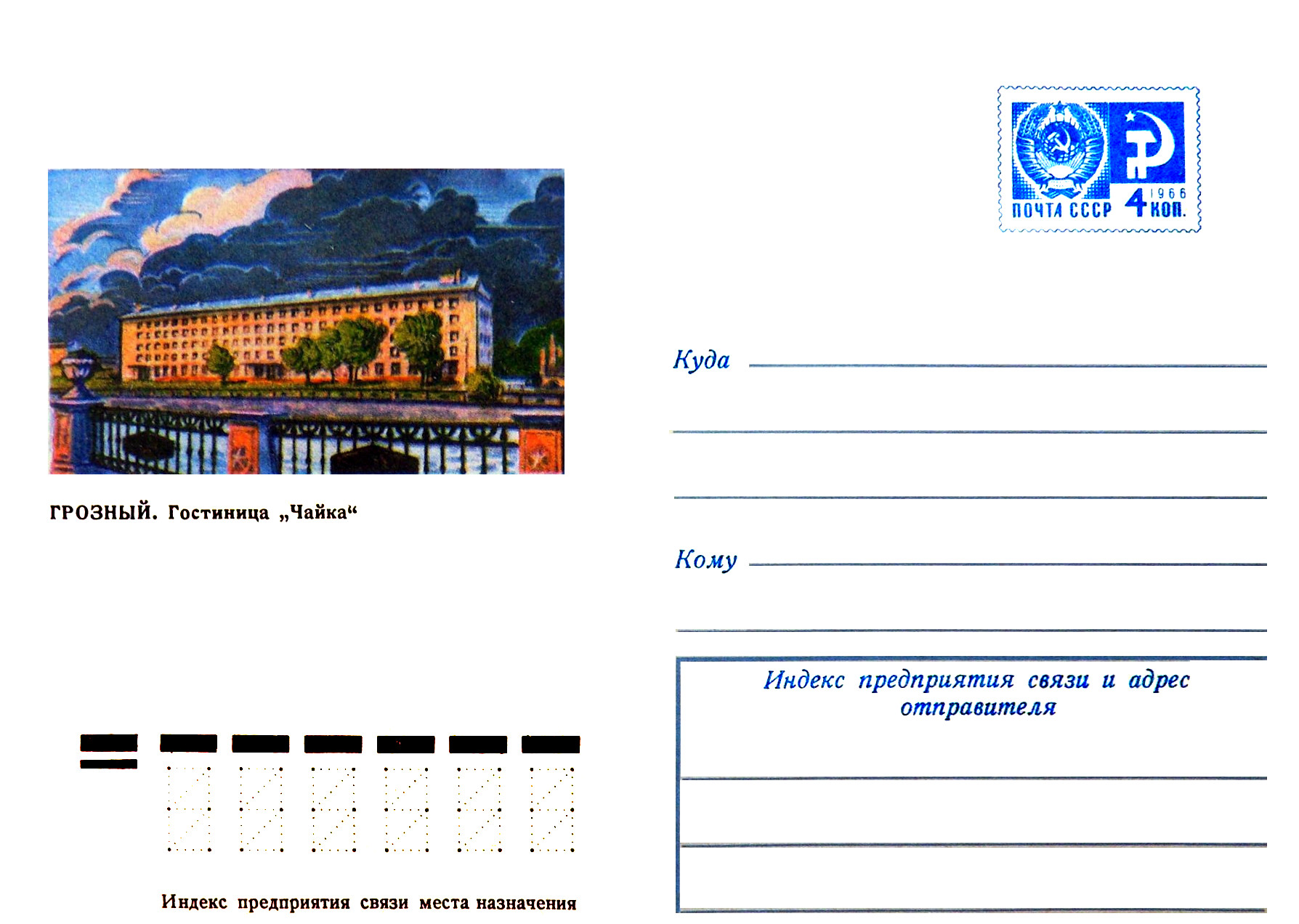
«Грозный. Гостиница „Чайка“». Конверт СССР. 1974 год.